# Боинг 787 Дримлајнер
Боинг 787 Дримлајнер (енгл. Boeing 787 Dreamliner) Боингов је широкотрупни авион дугог долета, који је опремљен са два турбомлазна мотора. У предњем делу, препознатљива су четири панела ветробрана и блага контура носа. Мотори имају шевроне који смањују буку током њиховог рада. У зависности од варијанте, може да превезе између 210 и 290 путника.
На њему су развијене и примењене модерне технологије, у циљу постизања једноставнијег авиона, уз већу функционалност, ефикасност и комфор. Према изјавама компаније Боинг, ово је њихов најекономичнији авион који су произвели. Више од 50% примарне конструкције сачињено је од композитних материјала, укључујући труп и крила. Захваљујући композитима потрошња горива је мања и до 20% у односу на авионе из његове класе, као што је Боинг 767. Мотори имају шевроне који смањују буку током њиховог рада. У предњем делу, препознатљива су четири панела ветробрана и блага контура носа. Због сличности модела, уз краћу обуку, авионом може да управља и посада Боинга 777.
До јануара 2005. године, цео пројекат је вођен под називом Боинг 7E7. Први примерци Боинга 787 јавности су представљени 8. јула 2007. године, испред Боингове фабрике Еверет у Еверету (Вашингтон). До тог датума, Боинг 787 је имао већ 677 поруџбина и тако постао најкомерцијализованији авион у историји цивилне авијације. До маја 2013. године, Боинг је примио 890 од 59 авио-компанија, а највећи купац са 74 примерака била је међународна финансијска закупна корпорација.
За развој и производњу Боинга 787 формирана је мрежа добављача из целог света. Склапање делова врши се у Боинговој фабрици Еверет, као и у новој фабрици у Северном Чарлстону и обе фабрике врше испоруку авио-компанијама.
Први примерак авиона требало је да буде достављен маја 2008. године. Међутим, после доста одлагања, први лет обављен је тек 15. децембра 2009. Сва испитивања завршена су средином 2011. Дозволе од Европске агенције за ваздухопловну безбедност (EASA) и Америчке савезне управе за цивилно ваздухопловство (FAA) овај авион је добио августа 2011, први примерак је испоручен крајем септембра 2011. године, а први комерцијални чартер лет од Токија до Хонгконга, обављен је 26. октобра 2011. године.

## Развој

### Почеци
Крајем деведесетих година 20. века, Боинг је почео да разматра могућност развоја новог авиона, који би у будућности заменио Боинг 767. Развој Дримлајнера је био успорен због развоја Боинга 747X, дужег и ефикаснијег од Боинга 747-400, као и због развоја Соничног Крузера (енгл. Boeing Sonic Cruiser), који је требало да буде за 15% бржи од Боинга 767, али да при томе троши исту количину горива. Авио-компаније су биле заинтересованије за Сонични Крузер, док за Боинг 747X није било великог интересовања. Међутим, и поред интересовања, многе америчке авио-компаније, попут Континентал ерлајнса, бринули су оперативни трошкови Соничног Крузера, односно његова потрошња горива због тога што су у том периоду цене горива биле у сталном порасту.
Након напада 11. септембра 2001. године, цена горива је драстично порасла, а са њом и заинтересованост авио-компанија за економичност, уместо за брзину авиона. Погођене ценама горива, авио-компаније из САД, које су претходно биле заинтересоване за Сонични Крузер су изгубиле интересовање за тај пројекат. Развој Соничног Крузера је званично отказан 20. децембра 2002. године. Већ 29. јануара 2003. је објављено да ће нове технологије, развијене за Сонични Крузер, бити примењене на новонасталом пројекту 7E7, који је замишљен као доста економичнији у односу на друге авионе у својој категорији.
Пројекат „7E7“ (продукционог кода „Y2“) постао замена за пројекат Сонични Крузер. Предвиђено је да се нове технологије, развијене у овим пројектима, примене на све Боингове моделе у комерцијалној производњи, од најмањег 737 до „Џамбо џета“ (модел 747). Почетни концепт модела Боинга 7E7 имао је велику пилотску кабину, спуштен нос и реп у облику ајкулиног пераја. Слово Е у средини назива пројекта, у почетку је означавао Ефикасност (енгл. Efficiency), али је касније Е замењено бројем 8.
Јула 2003. одржано је јавно именовање пројекта 787, пошто је гласањем преко интернета, са 500.000 гласова, одлучено да се нови пројекат назове Дримлајнер (енгл. Dreamliner). Остала предложена имена су била иЛајнер (енгл. eLiner), Глобални Крузер (енгл. Global Cruiser) и Стратоклајмбер (енгл. Stratoclimber).

### Прве наруџбине
Јапанска авио-компанија Ол нипон ервејз је била први наручилац овог авиона. Још 26. априла 2004. наручила је чак 50 примерака, који је требало да буду испоручени до краја 2008. године. Од тога, 30 примерка су били варијанте 787-3, са 290—330 седишта и 20 примерка варијанте 787-8, са 2 путничке класе и 210—250 седишта. Боинг 787-8 је био предвиђен за релацију Токио—Пекинг и њој сличне. Нове варијанте Дримлајнера требало је да омогуће отварање нових релација до Денвера, Москве и Њу Делхија. Предвиђено је да примерци 787-3 и 787-8 први уђу у службу, док су примерци варијанте 787-9 требало да стигну крајем 2010.

### Конструкција
Боинг 787 је први авион чији је већи део примарне конструкције произведен од композитних материјала, укључујући делове трупа и крила, за разлику од других авиона у истој класи, чији су делови трупа састављани од алуминијумских плоча. Боинг је изабрао два типа мотора за овај авион: Ролс-Ројс Трент 1000 и Џенерал Електрик ЏЕнкс. Боинг тврди да модел 787 троши до 20% мање горива у односу на модел 767, од чега само мотори допринесе уштеди од 40%. Економичност се постиже захваљујући аеродинамичким побољшањима, као и већој употреби композитних материјала, који чине читав авион лакшим.
У фази конструкције, Боинг 787 је прошао кроз многа испитивања у аеротунелима, попут Боинговог трансоничног аеротунела, компаније Кинетик (енгл. Qinetiq) у Фарнбору у Уједињеном Краљевству, аеротунел истраживачког центра Ејмс агенције НАСА и аеротунел Француске агенције за кинетичка истраживање ОНЕРА. До тада је одлучено да овај авион има конвенционалну конструкцију тј. конструкцију попут осталих авиона у истој класи.
До краја 2004. године поручено је 237 примерка. Првобитна цена варијанте 787-8 је била око 120 милиона америчких долара (око 10,6 милијарди динара), али се због измена у конструкцији цена повећавала. У 2007. је одлучено да цена варијанта 787-3 буде између 146 и 151,5 милиона америчких долара, варијанта 787-8 од 157 до 167 милиона, а варијанта 787-9 од 189 до 200 милиона америчких долара.

### Расподела производње и добављачи
Боинг је 16. децембра 2003. изабрао фабрику Еверет у Вашингтону, као место у коме ће се Дримлајнер састављати. За разлику од класичног начина производње авиона, за састављање свих подсклопова и интеграцију система у завршној фази производње је потребно између 800 и 1.200 радника. Док добављачи из целог света достављају веће подсклопове, у Фабрици Еверет се врши крајња монтажа авиона, за коју није потребно више од 3 дана.
За производњу крила задужена је фирма Мицубиши Хеви Индустриз из Јапана. Хоризонталне стабилизаторе производе Аленија Аеронаутика (енгл. Mitsubishi Heavy Industries) из Италије и Кореја Ероспејс из Јужне Кореје. Делове трупа производе Глобал Аеронаутика из Италије, Боингов одељак у Северном Чарлстону у САД, Кавасаки Хеви Индустриз из Јапана и Спирит ЕроСистемс из Вичите у САД. Путничка врата производи Латекоур из Француске, док теретна, прилазна и врата за излаз у случају опасности производи СААБ АБ из Шведске. Компјутерски софтвер развија ЕјџСиЕл Ентерпрајз Индија из Индије. Конструкцију пода производи ТиЕјЕл МениФекчјуринг и Солушнс Лимитед из Индије. Мрежу жица и каблова производи Лабинал из Француске, врхове крила, закрилца, точкове, преграде и рамењаче производи Коријан ер из Јужне Кореје, стајни трап производи Мисјер-Доути из Уједнињеног Краљевства/САД. Системе за распоред електричне енергије, системе за управљање и системе за обраду ваздуха производи Хемилтон Санстренд из Конектикета из САД.
Да би се достава највећих делова трупа убрзала, Боинг је осмислио нову конструкцију за Боинг 747-400 од кога је насто Боинг 747 Дримлифтер, назван по Дримлајнеру, у који су могла да стану крила, делови трупа и остали мањи делови Дримлајнера. Јапанска индустрија у производњи има учешће од 35%, што је први случај високог процента у производњи крила било ког Боинговог авиона. Идеју о заједничкој производњи је подржала и јапанска влада. Да би олакшао производњу Дримлајнера Боинг 26. априла 2006. је склопио уговор са јапанском фирмом Тореј Индустрис, која је укључила израду трупа од угљеничних влакана у вредности од 6 милијарди америчких долара.

### Производња и одлагање испорука
Од самог почетка производње, Боинг је радио на смањењу тежине конструкције авиона. Првих шест произведених авиона, који су коришћени за испитивање, имала су већу тежину од предвиђене, што се често дешава код авиона у развоју. По речима Стивена Удвар-Хејзија из Међународне закупне финансијске корпорације варијанта 787-8 је била тежа за 6400 kg од предвиђене. Седми авион, варијанта 787-8 је била прва која је испунила све очекиване циљеве. Да би смањио тежину авиона, Боинг је морао да конструише нове делове од много лакшег титанијума.
Први лет је обављен августа 2007, након што је Боинг 787 први пут приказан у јавности 8. јула 2007. године, симболично са датумом по америчком „месец-дан-година“ формату датума (7/8/07)., пошто су том приликом, само ради презентације били постављени основни систем команди . Планирано је да производња авиона буде убрзана, али то није десило, јер добављачи нису успели да произведу и доставе делове на време, што је изазвало кашњења.
Боинг је 5. септембра 2007. најавио тромесечно одлагање, због недостатка причвршћивача и недовршеног авионског софтвера. Друго тромесечно одлагање првог лета најављено је 10. октобра 2007, као и шестомесечно одлагање до прве испоруке, због проблема са страним и домаћим добављачима и неразвијеног софтвера. Мање од недељу дана касније, Мајк Блер, представник програма 787 је био смењен. Треће тромесечно одлагање првог лета је најављено 16. јануара 2008. Боинг је желео да стабилише добављачки ланац, па је зато откупио више фирми добављача („Vought's North Charleston“, „S.C. factory“ и „Global Aeronautica“).
Четврто одлагање првог лета за крај 2008. и прву испоруку за крај лета 2009, Боинг је најавио 9. априла 2008. Варијанта 787-9 је требало да „полети“ 2012. док за 787-3 није објављена ни једна информација. Пето одлагање је најављено 4. новембра 2008. због погрешног постављања причвршћивача и штрајка радника у фабрици, а у вези с њим одложен је и први лет. Касније 11. децембра 2008. Боинг је најавио још једно одлагање првог лета за почетак лета 2009.
Први лет је обављен 15. децембра 2009.
Авио-компаније, попут Јунајтед ерлајнса и Ер Индије су тражиле надокнаду због одлагања испоруке.

### Испитивање пре првог лета
Док је Боинг радио на разрешавању проблема са својим добављачима, конструкција авиона је морала да прође кроз многе тестове. Мотор Ролс-Ројс Трент 1000 је 7. августа 2007. добио одобрење за употребу од европских и регулатора из САД. Тест, приликом кога је део трупа бачен са висине од 4,6 m на челичну плочу дебљине 25 mm, изведен је у Меси у Аризони, 23. августа 2007. године. Резултати теста су се поклопили са предвиђањима инжењера, што је омогућило да се тестови изведу компјутерским симулацијама, уместо физичких тестова. Критичари су сматрали да ће се труп сломити или распасти при утицају токсичних гасова током принудних слетања, због тога што су направљени од композитних материјала, али Боингови тестови су показали да је са трупом било све у реду. Овим тестом Дримлајнер добио одобрење од Америчке савезне управе за цивилно ваздухопловство.
Алтернативни мотор Џенерал Електрик ЏЕнкс-1Б је добио одобрење за употребу 31. марта 2008. Прво тестирање на коме су покренута оба мотора обављено је 20. јуна 2008. Посебан део трупа који је направљен за тестирања на земљи је издржао притисак од 102,7 kPa, што представља 150% од предвиђеног притиска на плафону лета. У децембру 2008. године Америчка савезна управа за цивилно ваздухопловство је усвојила програм одржавања за Дримлајнер.
Први Дримлајнер је сишао са производне траке 3. маја 2009. године, и тада су почела нова тестирања, попут тестирања стајних органа. Новинари су 4. маја 2009. године изјавили да ће авион имати за 10-15% мањи долет (12.800 km) у односу на предвиђени долет од 14.800 до 15.700 km, због тога што је маса авиона била за 8% већа од предвиђене. Прекомерна маса је захтевала промене у конструкцији. Боинг је навео да би први Дримлајнери требало да имају долет од 14.800 km. Због тога су многе авио-компаније желеле да им авиони буду достављени касније, јер су се надале да би до тада авиони били побољшани и долет повећан на предвиђене вредности. Боинг је очекивао да ће проблеми са масом бити разрешени до производње 21. примерка.
Боинг је, на Аеро-митингу у Паризу 15. јуна 2009. изјавио да ће први лет бити обављен за мање од две недеље, да би само пар дана касније, 23. јуна 2009. изјавио да је први лет одложен због, како су навели „потребе да се ојача део трупа авиона“. Затим је 27. августа 2009. Боинг поново променио датум првог лета за крај 2009. године, а планирано је да испоруке почну, годину дана касније, крајем 2010. Боинг је морао да отпише 2,5 милијарди америчких долара, потрошених на прва три произведена Дримлајнера, јер су они могли да се користе само за испитивања и било је немогуће продати их. Боинг је 28. октобра 2008. после дугог разматрања више локација, изјавио да ће се друга производна линија Дримлајнера налазити у Чарлстону у Јужној Каролини. Дримлајнер је 12. децембра 2009. извршио „тест брзог ролања“ што је било последњи велики корак пре првог лета.

### Програм испитивања лета
Прва варијанта из серијске производње, 787-8 Дримлајнер је направио свој први лет 15. децембра 2009. године. Са окружног аеродрома Сноуомиш у Еверету, савезној држави Вашингтон полетео је у 10:27 по локалном времену, а слетео је на Боингово летелиште у округу Кинг у Вашингтону у 13:35, по локалном времену. Било је предвиђено да први лет траје 4 сата, али је скраћен на 3 због лошег времена. Такође је било предвиђено да испитивања трају 9 месеци, али су сва тестирања завршена за мање од осам и по месеци, доста краће у поређењу са 11 месеци тестирања који су били потребни за Боинг 777 у чијим су тестирањима учествовала 9 авиона.
Програм испитивања располагао је са 6 Дримлајнера, регистрационих ознака од ZA001 до ZA006, од којих су 4 била опремљена моторима Ролс-Ројс Трент 1000, а два моторима Џенерал Електрик ЏЕнкс-1B64. Други по реду Дримлајнер, рег. ознака ZA002, био је у Ол нипон ервејзовим бојама и одлетео је на боингово летелиште 22. децембра 2009. године како би се придружио програму испитивања. Трећи Дримлајнер, ZA004, придружио се програму испитивања 24. фебруара 2010. године, а Дримлајнер са ознаком ZA003 пар месеци касније, 14. марта 2010. године.
До 24. марта 2010. године завршена су сва тестирања повезана са закрилцима и операцијама авиона на аеродромима, што је резултовало добијањем дозволе за обављање дугих летова.
Тест оптерећења крила је завршен 28. марта 2010. године. Овај тест је захтевао да крила остану спојена са трупом током 3 секунде, док је маса трупа била за 50% већа од највеће дозвољене. Крила су се савила нагоре; врхови крила су били за 7,6 m виши у односу на нормалне околности, тј. нормалну дозвољену масу трупа. За разлику од претходних авиона крила нису тестирана до тачке ломљења. Испитивање, тј. резултати тестирања су проглашени успешним 7. априла 2010. године.
У то време најновији Дримлајнер, регистрационе ознаке ZA003 је 23. априла 2010. године одлетео у хангар Климатске лабораторије Макинли, која се налази у склопу војне базе Еглин на Флориди, како би се обавила тестирања авиона у екстремним временским условима и на температурама од +46 до –43 °C. Испитивања су извршена како би авион био припремљен за екстремне временске услове, у којима авион може да се нађе током комерцијалне употребе, широм света. Дримлајнер ознаке ZA005 је био пети израђени и први Дримлајнер који је био опремљен моторима Џенерал Електрик ЏЕнкс. Испитивања са Дримлајнером ZA005 су почела у мају 2010. Авион је први пут полетео 16. јуна 2010. године и тако се придружио програму испитивања. У јуну 2010. године откривене су пукотине на хоризонталним стабилизаторима авиона за испитивање, па су због тога и сви остали произведени Дримлајнери прошли кроз инспекцију хоризонталних стабилизатора. Истог месеца, током лета, Дримлајнер је погодила муња, што је одговарало инжењерима авиона, који су испитали границе издржљивости летелице. Након слетања, авион је био испитан у потпуности и притом није откривено ни једно оштећење.
Први аеро-митинг на коме се Дримлајнер појавио био је аеро-митинг у Фарнбору, 18. јула 2010. године. Током овог аеро-митинга Дримлајнер је учествовао и у летачком делу програма, што раније Боинг није практиковао. Мотор Ролс-Ројс Трент 1000 је 2. августа током тестирања на земљи експлодирао, што је навело Боинг да преиспита све поступке око постављања мотора РР Трент 1000 на Дримлајнер, па је зато 27. августа Боинг објавио да ће прва испорука бити одложена за почетак 2011. године. Авио-компаније су реаговале бурно на ово поновно одлагање испорука. Затим је 9. септембра 2010. године најављено да ће следећа два произведена Дримлајнера највероватније бити придружена тест флоти као седми и осми авион. Дримлајнер рег. ознака ZA006 придружио се флоти за тестирање са својим првим летом, 4. октобар 2010. године.
Поновно одлагање је најављено 5. новембра 2010. године када када су Боингови представници изјавили да прве испоруке неће бити за још најмање три месеца, како би се решили проблеми пронађени током тестирања. Током пробног лета авиона ZA002 изнад Тексаса авион је био принуђен да слети због дима и пламена примећених у главној кабини током лета. Боингов представник је изјавио да је авион безбедно слетео на међународни аеродром Ларидо и да су сви чланови посаде безбедно напустили авион. Неки системи су због пожара били оштећени и престали да раде пре слетања. Боинг је због тога отказао тестирања у ваздуху 10. новембра 2010. и заменио их тестовима на земљи. Касније, Боингови представници су изјавили да је пожар изазвала крхотина, коју је направило страно тело у електричном чвору Дримлајнера. Након отклањања кварова, Боинг је 23. децембра 2010. године наставио са испитивањима у ваздуху.
Јануара 2011. године Боинг је померио прве испоруке за јесен исте године, због ажурирања софтвера и електричних система на авиону. Боингови представници су 24. фебруара 2011. године изјавили да је завршено 80% испитивања Дримлајнера са моторима Ролс-Ројс Трент 1000 и 60% испитивања са моторима Џенерал Електрик ЏЕнкс-1Б. Ол нипон ервејз је прва авио-компанија која је 4. јула 2011. године почела да користи Дримлајнер на комерцијалним пробним летовима унутар Јапана. До 15. августа 2011. године авион за испитивање је има укупно 4.828 часова боравка у ваздуху, са изведених 1.707 летова. Током испитивања Дримлајнер је слетео у 14 држава у Азији, Европи, Северној и Јужној Америци, како би био подвргнут испитивањима при различитим климатским и временским условима. Сва испитивања са моторима Ролс-Ројс Трент 1000 су била завршена до 13. августа 2011. године. Дримлајнер је од Европске агенције за ваздухопловну безбедност (EASA) и Америчке савезне управе за цивилно ваздухопловство (FAA) добио све професионалне сертификације за улазак у службу 26. августа 2011. године, које су уручене Боингу на прослави у Еверету у Вашингтону.
Априла 2012. године, Ол нипон ервејз је примио први Дримлајнер, који је летео од Сијетла до аеродрома Хенада у Токију, користећи биогориво произведеног од кулинарског уља.

### Улазак у службу и оператери
Регулаторна сертификација за Дримлајнер је омогућила да се започне са испоруком. Још пре тога, Боинг је убрзао производњу са два на десет примерка месечно у наредне две године. Производне траке су се налазиле у фабрици Еверет у Сијетлу и у фабрици у Чарлстону у Јужној Каролини. Производна трака у Чарлстону је имала извесних потешкоћа, јер су две тачке из Закона о заштити радника (енгл. National Labor Relations Act) биле неиспоштоване. Ови проблеми су решени када су браниоци Закона о заштити радника одлучили да повуку тужбу против Боинга, децембра 2011. године, јер су новим уговором испоштована испоштовао сва права радника. Први Дримлајнер изашао је из фабрике у Чарлстону 27. априла 2012. године.
Прва достава Дримлајнера извршена је 25. септембра 2011. године. Прва авио-компанија која је имала Дримлајнер у својој флоти је била Ол нипон ервејз из Јапана. Ова компанија је била први купац и активно је учествовала у развоју конструкције нове летелице. Авион је преузет у боинговој фабрици Еверет у Вашингтону. Церемонија прве доставе, одржана је дан касније. Авион је одлетео на Аеродром Ханеда 27. септембра. Други Дримлајнер је ушао у Ол нипон ервејзову флоту 13. октобра 2011. године.
Први комерцијални лет Дримлајнер је обавио на релацији Токио - Хонгконг, 26. октобра 2011. Првобитно, авион је требало да уђе у службу 3 године раније, али се то није догодило због боингових одлагања. Карте за лет су продаване на аукцији, која је одржана преко интернета. Највећа понуда за седиште је била 34.000 америчких долара за седиште (око 2,6 милиона динара). Од 25. септембра 2011. до 31. октобра 2012. Ол нипон ервејзу је испоручено 16 примерака. Први лет са дужом раздаљином обавила је авио-компанија Ол нипон ервејз 21. јануара 2012. од Токија до Франкфурта.
Авион направљен за испитивања, регистрационе ознаке „ZA006“ (шести Дримлајнер направљен) полетео је 6. децембра 2011. године са писте из фабрике Еверет и прелетео је без слетања 19.830 km. Авион је слетањем на Међународни Аеродром Шаиџалал у Даци у Бангладешу оборио рекорд за број прелетених километара, што ниједан авион из ове класе авиона (тежине од 200.000 kg до 250.000 kg) није способан да постигне. Овај авион је оборио дотадашњи рекорд Ербаса А330, који је 2002. прелетео 16.903 km. Дримлајнер је затим, од Даке до фабрике Еверет летео источном рутом. Укупно време од полетања из Сијетла до Даке и назад, износило је 42 сата и 27 минута.
Крајем 2011. године Дримлајнер је почео да се промовише, кампањама које су одржане у градовима у Кини, Африци, на Средњем истоку, у Европи и САД.
Подаци Ол нипон ервејза указали су на то да су тврдње Боинга да Дримлајнер троши 20% мање горива у односу на Боинг 767 тачне. У лету од Токија до Франкфурта, уштеда износи 21%. Такође је извршено испитивање које је укључивало мишљења путника. Девет од десет путника је изјавило да су њихова очекивања премашена. Највише путника је изјавило да су изненађени колико је авион тиши у односу на друге авионе у тој класи и да се надају да ће ускоро поново летети овим авионом. Бољи квалитет ваздуха је приметило девет од десет путника и 92% путника је рекло да је расположење у авиону боље него што су очекивали. Четворо од пет путника је рекло да им је већа влажност ваздуха пријала. Оно што се путницима највише допало су већи ормарићи изнад седишта и велики прозори. Истраживање Ол нипон ервејза је укључило 800 путника који су летели на релацији Токио - Франкфурт.
Катар ервејз је изложио свој први Дримлајнер на аеро-митингу у Фарнбору у јулу 2012. године. Авио-компанија је званично примила авион августа 2012. године.
Национални одбор за транспортну безбедност (енгл. National Transportation Safety Board) је 15. септембра на лопатицама мотора Џенерал Електрик ЏЕнкс пронашао пукотине. Џенерал Електрик сматра да су проблеми са моторима до сада решени.

## Конструкција
Дримлајнер има лаку конструкцију. 80% трупа направљено је од тзв. лаких материјала: 50% трупа од композитних материјала, 20% од алуминијума, 15% од титанијума, 10% од челика и 5% од осталих материјала. Алуминијум је коришћен за израду ивица крила и репа, титанијум за моторе и причвршћиваче, а челик на разним местима у изради трупа.
Спољашњи изглед карактеришу закривљени врхови крила, такозвани винглети (енгл. winglet), који смањују потрошњу горива при крстарећој брзини, као и конструкција кућишта мотора са шевронима који смањују буку мотора.
Дримлајнер са најдужим долетом може да прелети од 15.000 до 15.700 km, што је довољно за руте од Лос Анђелеса до Бангкока или од Њујорка до Хонгконга. На крстарећој висини, просечна брзина износи око 903 km/h.

### Системи лета
Међу уграђеним системима за летење, код Дримлајнера је највише пажње посвећено електричној архитектури авиона. Још једна од новина је електротермичка шема заштите крила од леда, помоћу неколико грејача, везаних по унутрашњој страни предње ивице крила. Дримлајнер користи и систем за ублажавање удара ветра, попут оног на B-2 Спириту, па лет током турбуленције није толико непријатан.
У пилотској кабини Дримлајнера налазе се мулти-функционални ЛЦД монитори, који користе графички кориснички интерфејс. У пилотској кабини, између пилота и ветробрана се налазе два дисплеја (енгл. Head-up display). Као и остали Боингови авиони, Дримлајнер користи управљачку палицу, у облику слова „U“, која је причвршћена за под испред седишта пилота и копилота, за разлику од Ербаса А350, чија је управљачка палица постављена лево, односно десно од седишта пилота и копилота.

### Композитни материјали
Конструкција Дримлајнера се састоји од 35 дела тежине око 32.000 kg, који су израђени од пластике ојачане угљеничним влакнима. За израду конструкције искоришћено је 23 тоне угљеничних влакана. Материјали од угљеничних влакана су лакши, али јачи од материјала од којих су израђиване конструкције авиона старијих генерација, па то чини Дримлајнер доста лакшим у односу на сличне авионе у његовој класи. Од композитних материјала израђени су труп, крила, реп, врата и унутрашњост Дримлајнера. Боинг је испитивао могућност израде авиона од композитних материјала пет година пре почетка развоја Дримлајнера (2002), у току развоја пројекта Сонични Крузер. Боинг је користио композитне материјале у изради авиона и пре конструисања Дримлајнера. Боинг V-22 Оспри има конструкцију, чија је половина сачињена од композитних материјала, а на израду Макдонел Дагласа C-17 искоришћено је 7.300 kg композитних материјала.
Угљенична влакна, за разлику од метала, не показују пукотине на конструкцији, па то зато повећава забринутост при коришћењу композитних материјала у изради авиона. За разлику од Боинга, Ербас користи композитне плоче за израду склопова трупа Ербаса А350 (Дримлајнеровог главног конкурента) и при изради користити традиционални приступ, што је мање ризично. Могући проблем може бити влага, која се шири на већој висини, па може изазвати пукотине. Боинг је изјавио да су композитни материјали били коришћени при изради крила и других делова путничких авиона и да до данас није било никаквих инцидената. Боинг је такође изјавио да ће бити покренуте Процедуре за откривање посебних недостатака, које би требало да открију сва скривена оштећења.
У 2006. години, Боинг је покренуо 787 ГолдКер (енгл. GoldCare) пројекат. Овај пројекат је необавезан и састоји се од редовног праћења и одржавања авиона до краја његове употребе, откривање кварова и поправки истих. Ово је први пројекат своје врсте, кога је развио Боинг. Овакав пројекат, старања у исправности авиона, је био у понуди и раније, али су га нудиле треће-разредне компаније. Боинг ради на развоју хардвера, који ће омогућити да већина прегледа авиона буде визуелна, што штеди доста времена и новца.

### Мотори
Боинг 787 користи два мотора. Боингов пројекат „Демонстратор тихе технологије 2“ (енгл. Quiet Technology Demonstrator 2) је допринео смањењу буке, јер је доста нових проналаска примењено при њиховом конструисању. Применом нових технологија, бука мотора је смањена, нарочито у унутрашњости авиона, а бука ван аеродрома не би требало да износи више од 85 db.
Боинг 787, због свог развијеног интерфејса, може да користи два типа мотора: Ролс-Ројс Трент 1000 или Џенерал Електрик ЏЕнкс. Моторе је могуће скинути и поставити јако брзо, за разлику од осталих авиона, где промена мотора захтева доста времена и новца. Боинг је још у току развоја програма 7Е7 тј. Дримлајнера предвиђао да замена мотора не захтева више од 24 сата.

### Унутрашњост
Боинг 787-8 је конструисан тако да у њега може да стане 234 путника у три путничке класе, 240 у две и до 296 путника у једној. У авиону може бити од 4 до 6 попречно постављених седишта у бизнис-класи (на пример распоред: 1-2-1 или 2-2-2), или до 8 попречно постављених седишта у економској класи (на пример распоред: 3-2-3, 2-4-2 или 3-3-3). Типично седиште у првој класи заузима од 120 до 150 cm, док седиште у бизнис-класи заузима од 91 до 99 cm, а седиште у економској класи заузима од 81 до 86 cm.
Ширина кабине унутар авиона износи приближно 550 cm, што је око 2,5 cm више од планиране ширине. Кабина Дримлајнера је за 38 cm шира од оне на Ербасу А330/340, за 41 cm је ужа од оне на Боингу 777, а за 13 cm је ужа од оне на Ербасу А350 који је главни конкурент. Авио-компаније су одредиле да ширина седишта у економској класи буде од 41,5 cm до 52,5 cm, иако су разна истраживања показала да седишта не би требало да буду ужа од 45,7 cm. Ако је у авиону попречно постављено 9 седишта, она су широка око 43,7 cm, а ако има 8 попречно постављених седишта онда је њихова ширина око 48 cm. Већина авио-компанија је изабрала распоред од 9 попречно постављених седишта у „3-3-3“ конфигурацији. Дримлајнер је конструисан тако да би особама које су на пример непокретне олакша путовање. На пример два тоалета ширине и дужине од 140 cm, могу да се споје у један, што омогућава да инвалидска колица стану у тоалет.
Прозори на Дримлајнеру су већи него на било ком другом авиону. Димензије прозора су 27 са 47 cm, што омогућава путницима већи видокруг. Труп од композитних материјала омогућава да се поставе већи прозори на авиону, а да за то није потребно додатно ојачавање трупа. Прозори су направљени од тзв. „паметног стакла“ (енгл. smart glass), које омогућује путницима да их затамне стакла, а да она и даље остану провидна. Осветљење у авиону је направљено од тробојних светлећих диода, уместо флуоресцентне цеви, што омогућује подешавања јачине и боје осветљења.
Унутрашњи притисак у кабини на одређеној висини је мањи у односу на авионе старије генерације. Многа истраживања Оклахомског Универзитета су показала да се путници током лета боље осећају у кабини која је под мањим притиском. За разлику од старијих авиона у којима је притисак у кабини контролисан моторима и хладан ваздух загреван пре него што уђе у кабину, притисак у кабини на Дримлајнеру се контролише електричним компресорима. Влажност ваздуха се контролише у зависности од броја путника у авиону. За разлику од 4% влажности ваздуха у кабинама старијих авиона, у кабини Дримлајнера влажност је око 15%. Због композитних материјала већа влажност ваздуха у кабини неће изазвати корозију. Систем за климатизацију је побољшан у односу на авионе старије генерације и побољшава квалитет ваздуха отклањањем озона из ваздуха. ХЕПА филтри у овом систему су задужени за отклањање аеросола, а поред њих, у овом систему се налази систем за филтрацију гасова, који је задужен за отклањање вируса, бактерија и алергената из ваздуха.

## Варијанте
На почетку развоја програма 787, Боинг је понудио три варијанте авиона. Касније је, због малог интересовања купаца, обустављен развој модела 787-3. Прва произведена варијанта је 787-8, и она се налази у комерцијалној употреби, а после ње производиће се варијанта 787-9. Улазак у комерцијалну употребу овог модела је планиран за прву половину 2014. године.

### Боинг 787—8
Боинг 787-8 је основна варијанта Боинг 787 породице. Боинг 787-8 има дужину од 57 m, размак крила од 60 m и долет од 14200 до 15200 km, у зависности од броја седишта. Варијанта 787-8, може да понесе до 234 путника у 3 путничке класе. Ова варијанта је прва која је ушла у службу, октобра 2011. Боинг 787-8 је предвиђен да замени Боинг 767-200ER и Боинг 767-300ER и да буде коришћен на оним рутама на којима се коришћење већих авиона не би исплатило. Две-трећине свих наруџбина Дримлајнера су наруџбине Боинга 787-8.

### Боинг 787—9
Варијанта 787-9 ће бити прва варијанта чији је труп продужен и са капацитетом за 250 до 290 путника у распоређених у три путничке класе и са долетом од 14.800 до 15.750 km. Ова варијанта ће се разликовати од варијанте 787-8 по продуженом трупу, већим резервоаром за гориво, већом максималном полетном тежином, али са истим распоном крила. Првобитно је било најављено да ће авион ући у службу 2010, али је то одложено за 2014. годину. Боинг је предвидео да варијанта 787-9 буде конкуренција Ербасу А330, а да замени Боинг 767-400ЕR. Ова варијанта ће попут варијанте 787-8 летети на новим рутама много економичније од авиона попут Боинга 777-200ER и Ербаса А340-500 или Ербаса А340-600. о
Када су објављене карактеристике Боинга 787-9, он је имао резервоар исте величине као и остале две варијанте. Пошто је варијанта 787-9 била тежа од варијанте 787-8, имала је краћи долет. На захтев авио-компанија, конструкција авиона је промењена, резервоар је повећан, самим тим и долет, а повећана је и максимална полетна тежина у односу на остале две варијанте.
Ер Нови Зеланд је прва авио-компанија која ће имати 787-9 у својој флоти.

### Остале варијанте

#### Боинг 787—3
Ова варијанта је конструисана тако да може да понесе 290 путника у две путничке класе. Био је предвиђен за фреквентне релације са долетом од 4650 до 5650 km. Његов труп је исти као код Боинга 787-8, а крило је преузето са Боинга 787-8, само што уместо закривљених врхова има закривљене винглете. Распон крила му је мањи за 7,6 m, а максимална полетна маса требало је да буде 165000 kg.
Боинг 787-3 је био предвиђен за релације, на којима се иначе користе авиони попут Боинга 757-300 и Боинга 767-200, између градова са више од пет милиона становника, али који су једни близу других.
Јапанске авио-компаније су поручиле 43 примерка ове варијанте, али је због проблема у производњи Боинга 787-8, почетак производње Боинга 787-3 одложен априла 2008, заједно са производњом Боинга 787-9. До јануара 2010. све поруџбине Боинга 787-3 су пребачене на Боинг 787-8. Временом је интерес за Боинг 787-3 опао, јер је авион дизајниран превасходно за јапанско тржиште. Боинг је отказао развој Боинга 787-3 13. децембра 2010. када су све поруџбине биле отказане.

#### Боинг 787—10
Боинг 787-10 најдужа је варијанта Дримлајнера са капацитетом до 440 путника у конфигурацији са једном класом. Овај модел је предвиђен за превоз од 290 до 310 путника, и требало би да буде конкуренција Ербасовом моделу А350-900. Када би почела производња Боинга 787-10, производња Боинга 777-200ER би била обустављена, па би варијанта 787-10 такође била конкуренција Ербасу А330 и Ербасу А340-300/500. Авио-компаније су показале велики интерес за ову варијанту 2006. и 2007. године. Мајк Блеир, који је на челу Боинг 787-програма, је изјавио да: „Није питање да ли ће се варијанта 787-10 развити, већ када ће се развити... Боинг 787-10 је продужена варијанта Боинга 787-9, са већим већи долетом, више седишта и више простора за терет.“ Закључно са фебруаром 2020. године, произведено је око 60 примерака верзије 787-10.

#### Остали предлози
Иако то још није најављено, од Боинга се очекује да за 10 до 15 година развије теретну варијанту, као што је учињено са свим претходним моделима овог произвођача. Ако то америчка влада буде затражила, Боинг ће произвести Дримлајенр који би био следећи амерички председнички авион Боинг VC-25 и постао нови „Air Force One“. Првобитно је најављивано да је могућа замена Ербас А380, међутим, европски произвођач је одбио да учествује на тендеру, тако да је Боинг остао једини избор. Поред модела 787, могућа је и замена најновије варијанте из породице 747, Боинг 747-8.

## Наруџбине и испоруке
Први Боинг 787 је испоручен Ол нипон ервејзу 26. октобра 2011. године. Највеће поруџбине су пристигле од Ол нипон ервејза (83), међународне финансијске закупне корпорације (74) и од Етихад ервејза који је поручио 71 примерак.
|        | Број поруџбина | Број испорука |
| 787-8  | 661            | 375           |
| 787-9  | 1009           | 556           |
| 787-10 | 212            | 61            |
| Укупно | 1882           | 992           |

|           | 2004 | 2005 | 2006 | 2007 | 2008 | 2009 | 2010 | 2011 | 2012 | 2013 | 2014 | 2015 | 2016 | Укупно |
| Поруџбине | 56   | 235  | 157  | 369  | 93   | -59  | -4   | 13   | -12  | 182  | 41   | 71   | 12   | 1.154  |
| Испоруке  | -    | -    | -    | -    | -    | -    | -    | 3    | 46   | 65   | 114  | 135  | 40   | 403    |

Поруџбине и испоруке Боинга 787 (по годинама):

### Оператери
| Авио-компанија         | Улазак у службу     | Ливерија авио-компаније | Авио-компанија          | Улазак у службу     | Ливерија авио-компаније |
| ---------------------- | ------------------- | ----------------------- | ----------------------- | ------------------- | ----------------------- |
| Ол нипон ервејз        | 26. октобар 2011.   |                         | Аеромексико             | 24. септембар 2013. |                         |
| Џапан ерлајнс          | 1. мај 2012.        |                         | Ројал Брунеј ерлајнс    | 18. октобар 2013.   |                         |
| Итиопијан ерлајнс      | 16. август 2012.    |                         | Џетстар ервејз          | 13. новембар 2013.  |                         |
| Ер Индија              | 19. септембар 2012. |                         | Џетерфлај               | 8. децембар 2013.   |                         |
| ЛАН ерлајнс            | 1. октобар 2012.    |                         | Ер Канада               | 23. мај 2014.       |                         |
| Катар ервејз           | 5. октобар 2012.    |                         | Кенија ервејз           | 4. јун 2014.        |                         |
| Јунајтед ерлајнс       | 10. октобар 2012.   |                         | Аркефлај                | 8. јун 2014.        |                         |
| ЛОТ пољске авио-линије | 10. новембар 2012.  |                         | Тај ервејз интернашонал | 25. јул 2014.       |                         |
| Чајна садерн ерлајнс   | 7. јун 2013.        |                         | Ер Нови Зеланд          | 9. август 2014.     |                         |
| Томсон ервејз          | 21. јун 2013.       |                         | Ројал Џорданијан        | 1. септембар 2014.  |                         |
| Норвиџан ер шатл       | 4. јул 2013.        |                         | Сјамен ерлајнс          | 3. септембар 2014.  |                         |
| Хајнан ерлајнс         | 8. јул 2013.        |                         | Верџин Атлантик         | 28. октобар 2014.   |                         |
| Бритиш ервејз          | 9. август 2013.     |                         | Авијанка                | 16. јануар 2015.    |                         |
| Етихад ервејз          | 1. фебруар 2015.    |                         | Scoot                   | 5. фебруар 2015.    |                         |
| Азербејџан ерлајнс     | 1. март 2015.       |                         | Американ ерлајнс        | 7. мај 2015.        |                         |
| Вијетнам ерлајнс       | 4. август 2015.     |                         | Оман ер                 | 17. октобар 2015.   |                         |
| КЛМ                    | 23. новембар 2015.  | није доступна           | Саудија                 | 11. март 2016.      |                         |

## Карактеристике
| Модел                                         | 787-8                                                                               | 787-9                                                                 |
| --------------------------------------------- | ----------------------------------------------------------------------------------- | --------------------------------------------------------------------- |
| Посада пилотске кабине                        | 2                                                                                   | 2                                                                     |
| Број седишта                                  | 234 (у 3 путничке класе) 264 (у 2 путничке класе)                                   | 250–290 280 (у 3 путничке класе)                                      |
| Дужина                                        | 56,7 m                                                                              | 62,8 m                                                                |
| Распон крила                                  | 60 m                                                                                | 60 m                                                                  |
| Површина крила                                | 325 m²                                                                              | 325 m²                                                                |
| Стрела крила                                  | 32.2°                                                                               | 32.2°                                                                 |
| Висина                                        | 16.9 m                                                                              | 16.9 m                                                                |
| Димензије трупа                               | Ширина: 5,77 m / Висина: 5,97 m                                                     | Ширина: 5,77 m / Висина: 5,97 m                                       |
| Максимална ширина кабине                      | 5,49 m                                                                              | 5,49 m                                                                |
| Теретни капацитет                             | 137 m³ 28× LD3 палета или 9x (88x125) палета или 8x (96x125) палета + 2x LD3 палете | 172 m³ 36× LD3 палета или 11x (88x125) палета или 11x (96x125) палета |
| Максимална полетна маса                       | 228.000 kg                                                                          | 251.000 kg                                                            |
| Максимална тежина при слетању                 | 172.000 kg                                                                          | 193.000 kg                                                            |
| Максимална тежина без горива                  | 161.000 kg                                                                          | 181.000 kg                                                            |
| Тежина празног авиона                         | 110.000 kg                                                                          | 115.000 kg                                                            |
| Брзина крстарења                              | 913 km/h на 10,700 m                                                                | 913 km/h на 10,700 m                                                  |
| Максимална брзина                             | 954 km/h на 10,700 m                                                                | 954 km/h на 10,700 m                                                  |
| Долет, при максималној тежини                 | 13.630 km                                                                           | 14.150 km                                                             |
| Полетна стаза при максималној полетној тежини | 3.100 m                                                                             | 3.100 m                                                               |
| Максималан капацитет горива                   | 126.920 L                                                                           | 138.700 L                                                             |
| Висина крстарења                              | 13.100 m                                                                            | 13.100 m                                                              |
| Мотори (×2)                                   | Џенерал Електрик ЏЕнкс или Ролс-Ројс Трент 1000                                     | Џенерал Електрик ЏЕнкс или Ролс-Ројс Трент 1000                       |
| Потисак (×2)                                  | 280 kN                                                                              | 320 kN                                                                |